# Перано
Перано (итал. Perano) је насеље у Италији у округу Кјети, региону Абруцо.
Према процени из 2011. у насељу је живело 451 становника. Насеље се налази на надморској висини од 233 м.

## Становништво
Према резултатима пописа становништва 2011. у општини је живело 1.664 становника.
| 1931. | 1936. | 1951. | 1961. | 1971. | 1981. | 1991. | 2001. | 2011. |
| ----- | ----- | ----- | ----- | ----- | ----- | ----- | ----- | ----- |
| 1.749 | 1.775 | 1.790 | 1.751 | 1.519 | 1.601 | 1.679 | 1.656 | 1.664 |